# Wellen
Wellen là một đô thị ở tỉnh Limburg. Tại thời điểm ngày 1 tháng 1 năm  2008 Wellen có tổng dân số 7.102 người. Tổng diện tích là 26,72 km², mật độ dân số là 266 người trên mỗi km².